# Mike Zunino
Michael Accorsi Zunino (Cape Coral, 25 marzo 1991) è un giocatore di baseball statunitense con cittadinanza italiana, ricevitore dei Cleveland Guardians nella Major League Baseball.

## Carriera

### Gli Inizi
Figlio di Greg Zunino, che firmò per i New York Yankees nel 1981, ma senza spingersi oltre il singolo A a Fort Lauderdale e Paola Accorsi, nazionale italiana di softball. I suoi genitori si conobbero quando Greg si trasferì in Italia per giocare con la Fortitudo Bologna. Anche lo zio paterno, Gary, ha giocato a baseball per le farm-team dei St. Louis Cardinals.
Ha studiato all'Università della Florida grazie a una borsa di studio per il baseball, partecipando anche a tre edizioni delle College World Series (2010, 2011, 2012). Nel 2011 è stato nominato nell'All-America team della rivista Baseball America e ha vinto il premio quale giocatore dell'anno della Southeastern Conference.

### Minor League (MiLB) e Major League Baseball (MLB)
Selezionato dagli Oakland Athletics al ventinovesimo giro del draft 2009 scelse di non firmare per affrontare la carriera universitaria. Fu quindi selezionato dai Seattle Mariners come terza scelta assoluta al draft 2012.
Dopo fugaci apparizioni nelle farm-team affiliate ai Mariners (Everett, Jackson e Tacoma); Zunino debuttò nella Major League il 12 giugno 2013 al Safeco Field di Seattle, nella sconfitta 6-1 contro gli Houston Astros. Alla seconda partita nella Lega, e al settimo turno di battuta complessivo, ha ottenuto il primo fuoricampo, aiutando i Mariners nella vittoria 3-2 sugli Oakland Athletics.
Ha chiuso la prima stagione in MLB con 52 partite giocate, 37 valide, 5 fuoricampo, 14 punti battuti a casa e una media battuta di .214.
Nel 2014 ha invece disputato 131 partite complessive, con 87 valide, 22 fuoricampo, 60 punti battuti a casa e una media di .199.
Ha terminato la stagione 2015 con 112 partite giocate, 61 valide, 11 fuoricampo, 28 punti battuti a casa e una media di .174. Nell'agosto 2015, Zunino fu assegnato in Tripla-A con i Tacoma Rainiers. Fu richiamato in major league nel giugno 2016, ma fu nuovamente assegnato in minor league in luglio.
Nel 2016 concluse la stagione con 55 partite giocate, 34 valide, 12 fuoricampo, 31 punti battuti a casa e una media di .207.
Nel 2017 disputò 124 partite, concludendo la stagione con 97 valide, 25 fuoricampo, 64 punti battuti a casa e una media di .251.
L'8 novembre 2018, i Mariners scambiarono Zunino, assieme a Guillermo Heredia e Michael Plassmeyer, con i Tampa Bay Rays in cambio di Mallex Smith e Jake Fraley.

## Palmares
- MLB All-Star: 1

2021
- Defensive Player of the Year: 1

2018